# Żar ciała
Żar ciała (ang. Body Heat) – amerykański film kryminalny z gatunku neo-noir z 1981 roku. Debiut reżyserski Lawrence Kasdana.

## Główne role
- William Hurt – Ned Racine
- Kathleen Turner – Matty Walker
- Richard Crenna – Edmund Walker
- Ted Danson – Peter Lowenstein
- J.A. Preston – Oscar Grace
- Mickey Rourke – Teddy Lewis

## Nagrody i nominacje
Złote Globy 1981
- Odkrycie roku - Kathleen Turner (nominacja)

Nagrody BAFTA 1982
- Najbardziej obiecujący pierwszoplanowy debiut aktorski - Kathleen Turner (nominacja)